# 大眼鱯
大眼鱯，為輻鰭魚綱鯰形目鱨科的其中一種，為熱帶淡水魚類，分布於亞洲印度喀拉拉邦淡水、半鹹水流域，體長可達15公分，棲息在底層水域，生活習性不明，可做為食用魚。

## 扩展阅读
維基物種上的相關：大眼鱯